# 筑摩県
筑摩県（ちくまけん）は、1871年（明治4年）に飛騨国および信濃国中部、南部を管轄するために設置された県。現在の長野県中信地方・南信地方、および岐阜県飛騨地方のほぼ全域と岐阜県中津川市の一部にあたる。

## 概要
信濃国は1868年（慶応4年）の府藩県三治制以後、14の藩と旧幕府領を接収して成立した伊那県で構成されていた。
1871年（明治4年）、第一次府県統合により、北信7県が旧長野県に統合される一方、南信6県（松本・高島・高遠・飯田・尾張・伊那）は飛騨国の高山県とともに統合され筑摩県が設置された。このとき名古屋県の信濃国部分（旧尾張藩領の木曽地域）も編入されている。
1876年（明治9年）4月、筑摩県伊那郡根羽村の一部が愛知県設楽郡大埜瀬村に編入された。
1876年（明治9年）8月21日、第二次府県統合により、信濃国にあたる地方（南信地域）が旧長野県と統合して新たに長野県となり、飛騨国高山地方は岐阜県に編入され筑摩県は廃止された。しかし長野県側では統合時に県庁所在地問題が起きるなど、統合後も移庁・分県運動は展開され、長野県会や長野県議会には計4回の移庁建議案が提出された。また分県運動も続き、明治期には元老院がいったん分県を認めたこともあったが内務省が認めず実現することはなかった。

## 沿革
- 1871年（明治4年）11月20日 - 第1次府県統合により信濃国伊那県、高島県、高遠県、飯田県、松本県、飛騨国高山県（このほか旧尾張藩領の一部）が統合され、飛騨国および信濃国中部・南部に筑摩県が発足。県庁は筑摩郡松本（現在の長野県松本市丸の内）の松本城に設置。飯田城と高山陣屋に支庁が設置された。
- 1872年（明治5年） - 学制施行。第三大区に属す（後に第二大区）。
- 1873年（明治6年） - 県内に30大区199小区を置く。
- 1876年（明治9年）6月19日 - 同日深夜、筑摩県庁から火災が発生し、県庁舎が焼失[3]。
- 1876年（明治9年）8月21日 - 第2次府県統合により、信濃国が長野県[3]に、飛騨国が岐阜県に合併。同日筑摩県廃止。

## 管轄地域
- 飛騨国一円
- 信濃国
  - 筑摩郡
  - 伊那郡
  - 諏訪郡
  - 安曇郡

## 歴代知事
- 1871年（明治4年）11月20日 - 1873年（明治6年）3月9日 ： 参事・永山盛輝（前伊那県参事、元鹿児島藩士）
- 1873年（明治6年）3月9日 - 1875年（明治8年）11月7日 ： 権令・永山盛輝（前筑摩県参事）
- 1874年（明治7年）3月22日 - 1876年（明治9年）8月21日 ： 参事・高木惟矩（前筑摩県権参事、元福井藩士）

## 筑摩県博覧会
1873年（明治6年）に松本城で筑摩県博覧会を開催し、その収益は松本城の買い戻しと修復にあてられた。